# 中纳言
中納言（中納言，ちゅうなごん）為日本律令制下太政官制度設置的令外官。在太政官中相當於四等官制的次官，也是公卿、議政官之一。唐名為黄門侍郎，俗稱黃門。因中納言唐名為「黃門侍郎」，因此江戶時代曾擔任中納言的水戶藩藩主、思想家德川光圀又有「水戶黃門」的稱號。

## 歷代沿革
天武天皇治世下設置的「納言」之官，是中納言的前身。公元681年時，天武天皇發布飛鳥淨御原令之後，「納言」被分為大納言、中納言、少納言，至此出現「中納言」的名稱，飛鳥淨御原令设置的中納言於文武天皇大寶元年（701年）3月大寶令頒布施行時裁撤。
慶雲2年（705年）4月，大納言定員由4人減為2人，為補員額不足於是設置新的中納言，但中納言之職不在《大寶令》中，因此成为令外官。中納言的基本職務與大納言同様為宣下和奏上、與各大臣  (太政大臣、左大臣、右大臣、內大臣）議論政務，與大納言不同的是，中納言不能代大臣處理政務。最初中納言也不能发布太政官符，但自桓武天皇以降，开始有中納言负责发布太政官符，一说是因为很難滿足额定數量的大納言，為了彌補员额不足而允许中納言发布太政官符。
中納言官位最初為正四位上，孝謙天皇天平寶字5年（761年）2月改為從三位定員為3人；中納言也設置權官，即超過原本令制中定員名額的中納言，且具有相等權力，被稱為「權中納言」，使得定員规定變得有名無實。平安時代贵族人口增加，為應付求官位昇進的貴族，必須先當参議15年以上的中納言就任條件放寬，在任者亦增加。後白河院政期達10人，後白河死後，攝政、關白九条兼实把其缩减为8人。其後，後鳥羽院政期再回復為10人。
土御門天皇正治2年（1200年）由平基親著作的『官職秘抄』記述中納言的昇進路徑有「五道」，包括「参議大辨、近衛中將、檢非違使別當、攝政·關白的兒子、二位三位中將、當参議十五年以上之輩。」。在南北朝時代（1331－1392）以後，日本便極少再任命正式的中納言官職，多改任命為權中納言。自戰國時代开始，大納言官職便不再是朝廷公卿的專屬了，各地的強力武家大名也開始被賜予大納言一職，如江戶時代的水戶藩藩主、思想家德川光圀，便曾担任中納言。1867年因王政復古，太政官制被廢除，中納言之官職也消失，以後該官職再也沒有設置。

### 文献
- 野田嶺志　「律令制と中納言」　『日本史研究』172号、昭和51年（1976年）。
- 高島正人　「中納言・参議の新置とその意義」　『立正史学』50号、昭和56年（1981年）。
- 百瀬今朝雄　『弘安書札礼の研究　中世公家社会における家格の桎梏』　東京大学出版会、平成12年（2000年）。

### 其他
1. ↑  . 国立国会図書館デジタルコレクション.   [2021-06-12]. （原始内容存档于2021-12-23）.
2. ↑  柳雄太郎「太政官における四等官構成」（初出:『日本歴史』324号（1974年）/所収:柳『律令制と正倉院の研究』（吉川弘文館、2015年） ISBN 978-4-642-04617-6）
3. ↑  和憩団欒房. . 官制大観.   [2021-06-09]. （原始内容存档于2017-05-30）.
4. ↑  別当指领导者。
5. ↑  高田与清『官職今案』，大纳言亦同。